# جواو كاميناتا
جواو كاميناتا هو لاعب كرة قدم برتغالي في مركز الهجوم، ولد في 4 يناير 1995. لعب مع S.C.U. Torreense ‏.

## وصلات خارجية
- جواو كاميناتا على موقع قاعدة بيانات كرة القدم.إي يو (الإنجليزية)
- جواو كاميناتا على موقع Soccerway.com (الإنجليزية)